# Альфред Друшель
Альфред Друшель (нім. Alfred Druschel; нар. 4 лютого 1917, Кефенрод, Велике герцогство Гессен — пом. 1 січня 1945, поблизу Аахен, Рейнська провінція) — німецький військовий льотчик-ас за часів Третього Рейху. Один з найуспішніших бойових пілотів штурмової авіації Люфтваффе. Оберст (1944) Люфтваффе. Один з 160 кавалерів Лицарського хреста Залізного хреста з дубовим листям та мечами (1943).

## Біографія
Альфред Друшель народився 4 лютого 1917 року в невеличкому селі Біндзаксен, біля Кефенрода у Великому герцогстві Гессен
1 квітня 1936 року Друшель поступив на військову службу до Люфтваффе, і в 1938 році після завершення льотної підготовки він у званні лейтенанта був направлений для подальшого проходження служби до підрозділу бомбардувальної авіації. Через деякий час його призначили на посаду офіцера зв'язку при штабі повітряного флоту. Однак, Друшель дуже хотів літати в штурмовій авіації і кілька разів направляв командуванню відповідні рапорти з проханням про переведення до частини штурмовиків. Нарешті в 1939 році він був переведений до змішаної навчально-бойової ескадри II.(Sch)/LG2.
З початком вторгнення до Польщі брав участь у боях, літаючи на біплані Hs 123. 27 вересня 1939 року за бойові дії в Польщі Друшель був нагороджений Залізним Хрестом ІІ-го класу.
Під час Французької кампанії виконував завдання з безпосередньої підтримки військ Вермахту, що наступали. А 21 травня 1940 року він разом зі своїми товаришами здобув популярність за бій II.(Sch)/LG2 з французькими танками, що прорвались до німецького аеродрому. За бойові заслуги в кампанії удостоєний Залізного хреста І-го класу.
У квітні 1941 року взяв участь у складі II.(Sch)/LG2 у бойових діях на Балканах, змагався в Югославії та Греції.
З початком вторгнення Вермахту до Радянського Союзу Друшель, літаючи на Hs-123, збив 7 радянських літаків. 21 серпня 1941 року командир 3.(Sch)/LG2 обер-лейтенант Друшель був нагороджений Лицарським Хрестом.
13 січня 1942 року на базі II.(Sch)/LG2 сформована Sch.G1, обер-лейтенант Друшель був призначений на посаду командира авіагрупи I./Sch.G1.
4 лютого 1942 року Друшель здійснив свій 600-й бойовий виліт.
3 вересня 1942 року гауптман Друшель був нагороджений дубовим листям до Лицарського хреста (Nr. 118). До цього часу на загальному рахунку Друшеля і командирів ескадрилей його групи — обер-лейтенантів Георга Дорфеля, Йозефа Менапаке і Гайнца Франка разом було понад 2 500 бойових вильотів.
У січні 1943 року Друшель виконав уже свій 800-й бойовий виліт. 19 лютого він за 720 бойових вильотів був нагороджений мечами до Лицарського хреста (Nr. 24).
11 червня 1943 року майор Друшель був призначений командиром Sch.G l замість оберстлейтенанта Губертуса Гічхольда.
У липні I. і II./Sch.Gl, повністю оснащені літаками FW-190А-5, брали участь у битві на Курській дузі. З 5 по 15 липня пілоти Sch.Gl здійснили 1 804 бойових вильоти, при цьому тільки протягом 5 липня вони виконали 335 бойових вильотів. Їх основним завданням було скидати на позиції радянської піхоти і артилерії контейнери з протипіхотними осколковими бомбами SD-1 і SD-2. При цьому кожен раз «Фокке-Вульфи», що летіли на малій висоті, зустрічали шалений зенітний вогонь. Один з німецьких пілотів потім згадував: «Вони стріляли з усього, що мали — автоматів, гвинтівок, пістолетів. Кількість заліза в повітрі було невимовно. Я клянусь, що вони кидали б в нас підкови, якби мали час зняти їх з коней!»
Коли радянські війська самі перейшли в контрнаступ під Курськом, Sch.G l отримала наказ атакувати комунікації, за якими ті отримували боєприпаси і спорядження. Протягом короткого часу пілоти Sch.Gl знищили 47 паровозів. 14 серпня Друшель здійснив свій 900-й бойовий виліт. Того ж дня Sch.Gl, підтримуючи частини 3-го танкового корпусу, виконала в районі на схід від Харкова та Ізюму 72 бойових вильоти, не втративши при цьому жодного свого «Фокке-Вульфа».
5 жовтня командувач штурмовою авіацією Люфтваффе оберстлейтенант Ернст Купфер видав секретне розпорядження, згідно з яким всі ескадри пікіруючих бомбардувальників, оснащені Ju-87, підлягали перетворенню в ескадри безпосередньої підтримки військ і переозброєння на літаки FW-190. 18 жовтня 1943 року Sch.G 1 була розформована, I./Sch.Gl була перейменована на II./SG 77, a II./Sch.G 1 — на II./SG 2.
У листопаді 1943 року, з огляду на великий бойовий досвід оберстлейтенанта Друшеля, новий командувач штурмовою авіацією оберст-лейтенант Гічхольд призначив його інспектором денної штурмової авіації. До цього часу на рахунку Друшеля було вже понад 1 000 бойових вильотів. Протягом наступного року його рідко можна було застати в штабі, майже весь час Друшель проводив на фронтах в ескадрах.

### Операція «Боденплатте»
28 грудня 1944 року в переддень операції «Боденплатте» оберст Друшель був призначений командиром SG4 замість майора Евальда Янссена. Ескадра базувалася тоді на аеродромі в Кельні, і вона мала стати єдиною штурмовою ескадрою, яка братиме участь в операції.
План операції «Боденплатте» був представлений командиром 2-го винищувального авіакорпусу генерал-майором Дітріхом Пельтцем на нараді в Альтенкірхені ще 14 грудня. Її основною метою було знищення 16 аеродромів союзників у Бельгії, Голландії та Франції. Спочатку планувалося, що вона повинна збігтися у часі з контрнаступом німецьких військ в Арденнах, призначеним на 16 грудня, але погані погодні умови не дозволили тоді цього зробити. Однак «наказ є наказ», і командування Люфтваффе вирішило хоч і з запізненням, але все-таки провести заплановану операцію.
Увечері 31 грудня в ескадри надійшов шифрований наказ про те, що операція «Боденплатте» призначається на ранок 1 січня 1945 року SG4 повинна була разом з JG2 атакувати аеродром поблизу бельгійського міста Сінт-Трейден.
О 08.00 1 січня оберст Друшель на чолі III./SG4 піднявся з аеродрому в Кельні. «Фокке-Вульфи» SG4, як і всі інші німецькі літаки, що брали участь в операції, летіли на малій висоті, дотримуючись режиму повного радіомовчання. Між Аахеном і Льєжем вони повинні були зустрітися з винищувачами JG2, що мали супроводжувати їх до цілі.
При перетині лінії фронту в районі Аахена III./SG4 потрапила під сильний зенітний вогонь. Несподівано інші пілоти побачили, що «Фокке-Вульф» (FW-190A-8 W.Nr.584400) Друшеля різко відвернув вліво. Що це було — протизенітний маневр або ж він хотів атакувати якусь ціль на землі — так і залишилося невідомим. Ймовірно, що літак все ж таки був підбитий зенітним вогнем. Уламки «Фокке-Вульфа» були пізніше знайдені на південь від Аахена, але тіло самого Друшеля так і не було знайдено, і з тих пір він вважається зниклим безвісти.
У результаті операції «Боденплатте» британці втратили 144 літаки, 84 отримали ушкодження, втрати американців становили 84 літаки, ще 62 були пошкоджені. При цьому з 900 німецьких літаків, які брали участь в операції, назад не повернулося близько 300. Люфтваффе втратили 237 пілотів, з яких 178 загинули і зникли безвісти, а 59 потрапили в полон. Серед них були 3 командири ескадр (крім Друшеля, загинув командир JG11 майор Гюнтер Шпехт. Командир JG6 оберст-лейтенант Йоханн Коглер був збитий і потрапив у полон), 6 командирів груп і 10 командирів ескадрилей!
SG4 втратила в ході операції «Боденплатте», крім Друшеля, ще трьох пілотів. В районі Сінт-Трейдена були збиті літаки (FW-190 F-8 W.Nr.586450 і FW-190F-8 W.Nr.584233) фельдфебеля Ріхарда Гайнца з 7./SG4 і фельдфебеля Рудольфа Фійе з 9./SG4, обидва пілоти загинули. Там же був збитий «Фокке-Вульф» (FW-190F-8 W.Nr.933433) обер-фельдфебеля Ганса Шмидера з 7./SG4; встигнувши вистрибнути на парашуті, Шмидер потрапив в полон.
У порівнянні з втратами інших ескадр втрати SG4 у ході операції «Боденплатте» були найменшими. Так, наприклад, JG1 втратила 24 пілоти, JG2 — 33, JG4 — 22, JG6 — 23, a JG11 — 25. І якщо втрату великої кількості літаків Люфтваффе ще могли якось «пережити», то величезні втрати серед пілотів стали для них повною катастрофою.